# Csehszlovákia az 1964. évi téli olimpiai játékokon
Csehszlovákia az ausztriai Innsbruckban megrendezett 1964. évi téli olimpiai játékok egyik részt vevő nemzete volt. Az országot az olimpián 8 sportágban 46 sportoló képviselte, akik összesen 1 érmet szereztek.

## Érmesek
| Érem  | Versenyző | Sportág   | Versenyszám |
| ----- | --- | --------- | ----------- |
| Bronz | Nemzeti válogatott Vlastimil Bubník Josef Černý Jiří Dolana Vladimír Dzurilla Jozef Golonka František Gregor Jiří Holík Jaroslav Jiřík Jan Klapáč Vladimír Nadrchal Rudolf Potsch Stanislav Prýl Ladislav Šmíd Stanislav Sventek František Tikal Miroslav Vlach Jaroslav Walter | Jégkorong | Férfi       |

## Alpesisí
Férfi
| Versenyző      | Versenyszám      | Selejtező     | Selejtező     | Selejtező | Selejtező | Döntő          | Döntő          | Döntő    | Döntő    | Döntő      | Döntő      |
| Versenyző      | Versenyszám      | 1. futam      | 1. futam      | 2. futam  | 2. futam  | 1. futam       | 1. futam       | 2. futam | 2. futam | Összesítés | Összesítés |
| Versenyző      | Versenyszám      | Idő           | Hely.         | Idő       | Hely.     | Idő            | Hely.          | Idő      | Hely.    | Idő        | Helyezés   |
| -------------- | ---------------- | ------------- | ------------- | --------- | --------- | -------------- | -------------- | -------- | -------- | ---------- | ---------- |
| Radim Koloušek | Lesiklás         |               |               |           |           |                |                |          |          | 2:31,34    | 39.        |
| Radim Koloušek | Műlesiklás       | nem ért célba | nem ért célba | kizárták  | kizárták  | kiesett        | kiesett        | kiesett  | kiesett  | kiesett    | kiesett    |
| Radim Koloušek | Óriás-műlesiklás |               |               |           |           |                |                |          |          | 2:14,70    | 55.        |
| Anton Šoltýs   | Műlesiklás       | 58,67         | 43.           | 59,45     | 23.       | idő nem ismert | idő nem ismert | kizárták | kizárták | kiesett    | kiesett    |
| Anton Šoltýs   | Óriás-műlesiklás |               |               |           |           |                |                |          |          | 2:10,79    | 48.        |

## Északi összetett
| Versenyző         | Síugrás  | Síugrás  | Síugrás  | Síugrás  | Síugrás  | Síugrás  | Síugrás | Síugrás | Sífutás | Sífutás | Sífutás | Összesítés | Összesítés |
| Versenyző         | 1. ugrás | 1. ugrás | 2. ugrás | 2. ugrás | 3. ugrás | 3. ugrás | Össz.   | Össz.   | Sífutás | Sífutás | Sífutás | Összesítés | Összesítés |
| Versenyző         | Távolság | Pont     | Távolság | Pont     | Távolság | Pont     | Pont    | Hely.   | Idő     | Pont    | Hely.   | Pont       | Helyezés   |
| ----------------- | -------- | -------- | -------- | -------- | -------- | -------- | ------- | ------- | ------- | ------- | ------- | ---------- | ---------- |
| Josef Kutheil     | 67,5     | 105,4    | 62,0     | (92,5)   | 62,5     | 102,6    | 208,0   | 13.     | 56:58,3 | 162,36  | 28.     | 370,36     | 21.        |
| Štefan Olekšák    | 64,5     | 94,8     | 61,5     | 91,0     | 60,5     | (88,6)   | 185,8   | 24.     | 51:29,5 | 223,98  | 6.      | 409,78     | 13.        |
| Miloslav Švaříček | 62,0     | (91,3)   | 63,5     | 96,2     | 67,5     | 103,6    | 199,8   | 16.     | 57:16,7 | 159,08  | 30.     | 358,88     | 24.        |

## Gyorskorcsolya
Férfi
| Versenyző     | Versenyszám | Eredmény | Helyezés |
| ------------- | ----------- | -------- | -------- |
| Oldřich Teplý | 500 m       | 43,2     | 32.      |
| Oldřich Teplý | 1500 m      | 2:17,9   | 32.      |
| Oldřich Teplý | 5000 m      | 8:25,6   | 33.      |

Női
| Versenyző       | Versenyszám | Eredmény | Helyezés |
| --------------- | ----------- | -------- | -------- |
| Jarmila Šťastná | 500 m       | 52,0     | 27.      |
| Jarmila Šťastná | 1000 m      | 1:45,8   | 27.      |
| Jarmila Šťastná | 1500 m      | 2:42,9   | 29.      |

## Jégkorong
| Csehszlovák férfi jégkorongcsapat-játékoskeret                                                        | Csehszlovák férfi jégkorongcsapat-játékoskeret                                                  | Csehszlovák férfi jégkorongcsapat-játékoskeret                                           |
| --- | ----------------------------------------------------------------------------------------------- | ---------------------------------------------------------------------------------------- |
| - Vlastimil Bubník - Josef Černý - Jiří Dolana - Vladimír Dzurilla - Jozef Golonka - František Gregor | - Jiří Holík - Jaroslav Jiřík - Jan Klapáč - Vladimír Nadrchal - Rudolf Potsch - Stanislav Prýl | - Ladislav Šmíd - Stanislav Sventek - František Tikal - Miroslav Vlach - Jaroslav Walter |

### Eredmények
Selejtező
| 1964. január 28. | Csehszlovákia (TCH) | 17 – 2 (8–0, 3–2, 6–0) | Japán | Innsbruck |

|  |  |  |  |  |
|  |  |  |  |  |
|  |  |  |  |  |
|  |  |  |  |  |

Döntő csoportkör
| 1964. január 29. | Csehszlovákia (TCH) | 11 – 1 (3–0, 4–0, 4–1) | Egyesült Német Csapat | Innsbruck |

|  |  |  |  |  |
|  |  |  |  |  |
|  |  |  |  |  |
|  |  |  |  |  |

| 1964. január 31. | Szovjetunió (URS) | 7 – 5 (4–0, 1–3, 2–2) | Csehszlovákia | Innsbruck |

|  |  |  |  |  |
|  |  |  |  |  |
|  |  |  |  |  |
|  |  |  |  |  |

| 1964. február 1. | Csehszlovákia (TCH) | 4 – 0 (1–0, 2–0, 1–0) | Finnország | Innsbruck |

|  |  |  |  |  |
|  |  |  |  |  |
|  |  |  |  |  |
|  |  |  |  |  |

| 1964. február 4. | Csehszlovákia (TCH) | 5 – 1 (0–1, 2–0, 3–0) | Svájc | Innsbruck |

|  |  |  |  |  |
|  |  |  |  |  |
|  |  |  |  |  |
|  |  |  |  |  |

| 1964. február 5. | Csehszlovákia (TCH) | 7 – 1 (0–0, 2–0, 5–1) | Egyesült Államok | Innsbruck |

|  |  |  |  |  |
|  |  |  |  |  |
|  |  |  |  |  |
|  |  |  |  |  |

| 1964. február 7. | Csehszlovákia (TCH) | 3 – 1 (0–0, 0–1, 3–0) | Kanada | Innsbruck |

|  |  |  |  |  |
|  |  |  |  |  |
|  |  |  |  |  |
|  |  |  |  |  |

| 1964. február 8. | Svédország (SWE) | 8 – 3 (3–1, 3–1, 2–1) | Csehszlovákia | Innsbruck |

|  |  |  |  |  |
|  |  |  |  |  |
|  |  |  |  |  |
|  |  |  |  |  |

Végeredmény
| Csapat                | M | Gy | D | V | G+ | G– | Gk  | P  |
| --------------------- | - | -- | - | - | -- | -- | --- | -- |
| Szovjetunió           | 7 | 7  | 0 | 0 | 54 | 10 | +44 | 14 |
| Svédország            | 7 | 5  | 0 | 2 | 47 | 16 | +31 | 10 |
| Csehszlovákia         | 7 | 5  | 0 | 2 | 38 | 19 | +19 | 10 |
| Kanada                | 7 | 5  | 0 | 2 | 32 | 17 | +15 | 10 |
| Egyesült Államok      | 7 | 2  | 0 | 5 | 29 | 33 | –4  | 4  |
| Finnország            | 7 | 2  | 0 | 5 | 10 | 31 | –21 | 4  |
| Egyesült Német Csapat | 7 | 2  | 0 | 5 | 13 | 49 | –36 | 4  |
| Svájc                 | 7 | 0  | 0 | 7 | 9  | 57 | –48 | 0  |

| Csapat        | Helyezés |
| ------------- | -------- |
| Csehszlovákia |          |

## Műkorcsolya
| Versenyző                            | Versenyszám  | Kötelező elemek   | Kötelező elemek | Kűr               | Kűr   | Összesítés                     | Összesítés                     | Összesítés                     | Összesítés                     | Összesítés                     | Összesítés                     | Összesítés                     | Összesítés                     | Összesítés                     | Összesítés        | Összesítés        | Összesítés  | Összesítés | Összesítés |
| Versenyző                            | Versenyszám  | Kötelező elemek   | Kötelező elemek | Kűr               | Kűr   | Helyezési pontszámok bírónként | Helyezési pontszámok bírónként | Helyezési pontszámok bírónként | Helyezési pontszámok bírónként | Helyezési pontszámok bírónként | Helyezési pontszámok bírónként | Helyezési pontszámok bírónként | Helyezési pontszámok bírónként | Helyezési pontszámok bírónként | Több. hely. száma | Több. hely. össz. | Hely. össz. | Pont       | Helyezés   |
| Versenyző                            | Versenyszám  | Több. hely. száma | Hely.           | Több. hely. száma | Hely. | 1                              | 2                              | 3                              | 4                              | 5                              | 6                              | 7                              | 8                              | 9                              | Több. hely. száma | Több. hely. össz. | Hely. össz. | Pont       | Helyezés   |
| ------------------------------------ | ------------ | ----------------- | --------------- | ----------------- | ----- | ------------------------------ | ------------------------------ | ------------------------------ | ------------------------------ | ------------------------------ | ------------------------------ | ------------------------------ | ------------------------------ | ------------------------------ | ----------------- | ----------------- | ----------- | ---------- | ---------- |
| Karol Divín                          | Férfi egyéni | 5×2+              | 2.              | 6×9+              | 9.    | 4,0                            | 4,0                            | 4,0                            | 4,0                            | 4,0                            | 4,0                            | 2,0                            | 4,0                            | 2,0                            | 9×4+              | 32,0              | 32,0        | 1862,8     | 4.         |
| Ondrej Nepela                        | Férfi egyéni | 6×22.5+           | 23.             | 6×18.5+           | 17.   | 21,0                           | 23,0                           | 22,0                           | 23,0                           | 21,0                           | 20,0                           | 19,0                           | 19,0                           | 22,0                           | 7×22+             | 100,0             | 190,0       | 1590,1     | 22.        |
| Hana Mašková                         | Női egyéni   | 6×18+             | 19.             | 5×11+             | 10.   | 17,0                           | 15,0                           | 16,0                           | 20,0                           | 13,0                           | 13,0                           | 14,0                           | 18,0                           | 16,0                           | 6×16+             | 87,0              | 142,0       | 1714,8     | 15.        |
| Jana Mrázková                        | Női egyéni   | 6×21+             | 23.             | 5×23+             | 24.   | 21,0                           | 22,0                           | 22,0                           | 29,0                           | 28,0                           | 19,0                           | 21,0                           | 25,0                           | 18,0                           | 6×22+             | 123,0             | 205,0       | 1646,4     | 25.        |
| Agnesa Wlachovská Peter Bartosiewicz | Páros        |                   |                 |                   |       | 9,0                            | 10,0                           | 10,0                           | 7,5                            | 13,0                           | 9,0                            | 7,5                            | 8,0                            | 10,0                           | 5×9+              | 41,0              | 84,0        | 91,8       | 9.         |
| Milada Kubíková Jaroslav Votruba     | Páros        |                   |                 |                   |       | 10,0                           | 13,0                           | 9,0                            | 14,0                           | 8,0                            | 14,5                           | 7,5                            | 10,0                           | 11,0                           | 5×10+             | 44,5              | 97,0        | 88,9       | 10.        |

## Sífutás
Férfi
| Versenyző      | Versenyszám | Eredmény  | Helyezés |
| -------------- | ----------- | --------- | -------- |
| Štefan Harvan  | 30 km       | 1:39:05,2 | 26.      |
| Štefan Harvan  | 50 km       | 2:59:33,3 | 22.      |
| Ladislav Hrubý | 15 km       | 55:44,9   | 29.*     |
| Ladislav Hrubý | 30 km       | 1:41:04,8 | 33.      |
| Ladislav Hrubý | 50 km       | 3:00:35,4 | 23.      |

Női
| Versenyző                                          | Versenyszám    | Eredmény  | Helyezés |
| -------------------------------------------------- | -------------- | --------- | -------- |
| Eva Břízová                                        | 5 km           | 20:48,2   | 26.      |
| Eva Břízová                                        | 10 km          | 47:56,0   | 29.      |
| Eva Paulusová-Benešová                             | 5 km           | 20:24,7   | 22.      |
| Eva Paulusová-Benešová                             | 10 km          | 46:31,2   | 21.      |
| Jarmila Škodová                                    | 5 km           | 20:46,1   | 25.      |
| Jarmila Škodová                                    | 10 km          | 47:40,3   | 27.      |
| Jarmila Škodová Eva Břízová Eva Paulusová-Benešová | 3 × 5 km váltó | 1:08:42,8 | 6.       |

## Síugrás
| Versenyző        | Versenyszám | 1. ugrás | 1. ugrás | 1. ugrás | 2. ugrás | 2. ugrás | 2. ugrás | 3. ugrás | 3. ugrás | 3. ugrás | Összesítés | Összesítés |
| Versenyző        | Versenyszám | Távolság | Pont     | Hely.    | Távolság | Pont     | Hely.    | Távolság | Pont     | Hely.    | Pont       | Helyezés   |
| ---------------- | ----------- | -------- | -------- | -------- | -------- | -------- | -------- | -------- | -------- | -------- | ---------- | ---------- |
| Zbyněk Hubač     | Normálsánc  | 73,0     | 98,3     | 23.      | 73,5     | 98,5     | 29.      | 69,0     | (93,7)   | 39.      | 196,8      | 30.        |
| Zbyněk Hubač     | Nagysánc    | 88,0     | 102,3    | 12.*     | 83,0     | (99,5)   | 20.*     | 80,0     | 99,6     | 7.*      | 201,9      | 19.        |
| Josef Matouš     | Normálsánc  | 80,5     | 114,3    | 1.       | 77,0     | 103,9    | 8.*      | 76,5     | (103,9)  | 7.       | 218,2      | 4.         |
| Josef Matouš     | Nagysánc    | 85,0     | 96,2     | 29.      | 88,5     | 104,1    | 12.      | 79,5     | (63,0)~  | 51.      | 200,3      | 22.        |
| Dalibor Motejlek | Normálsánc  | 76,0     | 100,0    | 17.      | 76,0     | 102,5    | 12.      | 74,0     | (98,4)   | 25.      | 202,5      | 19.        |
| Dalibor Motejlek | Nagysánc    | 90,5     | 106,5    | 8.       | 84,5     | 102,3    | 16.      | 80,0     | (99,6)   | 7.*      | 208,8      | 10.        |

* - egy másik versenyzővel azonos eredményt ért el

~ - az ugrás során elesett

## Szánkó
| Versenyző                | Versenyszám | 1. futam      | 1. futam      | 2. futam | 2. futam | 3. futam | 3. futam | 4. futam | 4. futam | Összesítés | Összesítés |
| Versenyző                | Versenyszám | Idő           | Hely.         | Idő      | Hely.    | Idő      | Hely.    | Idő      | Hely.    | Idő        | Helyezés   |
| ------------------------ | ----------- | ------------- | ------------- | -------- | -------- | -------- | -------- | -------- | -------- | ---------- | ---------- |
| Jan Hamřík               | Férfi egyes | 53,57         | 13.           | 53,24    | 11.      | 53,65    | 9.       | 53,91    | 11.      | 3:34,37    | 10.        |
| Jiří Hujer               | Férfi egyes | 56,05         | 23.           | 55,11    | 17.      | 1:04,80  | 29.      | 57,44    | 25.      | 3:53,40    | 24.        |
| Horst Urban              | Férfi egyes | 53,32         | 12.           | 53,13    | 9.       | 54,13    | 14.*     | 53,92    | 12.      | 3:34,50    | 12.        |
| Roland Urban             | Férfi egyes | nem ért célba | nem ért célba | kiesett  | kiesett  | kiesett  | kiesett  | kiesett  | kiesett  | kiesett    | kiesett    |
| Hana Nesvadbová          | Női egyes   | 53,56         | 7.            | 53,45    | 7.       | 54,67    | 10.      | 54,42    | 10.      | 3:36,10    | 9.         |
| Olina Hátlová-Tylová     | Női egyes   | 51,37         | 3.            | 57,94    | 12.      | 51,65    | 3.       | 51,80    | 2.       | 3:32,76    | 6.         |
| Jan Hamřík Jiří Hujer    | Kettes      | 52,75         | 10.           | 52,66    | 8.       |          |          |          |          | 1:45,41    | 8.         |
| Horst Urban Roland Urban | Kettes      | 52,21         | 7.            | 1:19,49  | 13.      |          |          |          |          | 2:11,70    | 12.        |

* - egy másik versenyzővel azonos eredményt ért el